# Trans Am (groupe)
Trans Am est un groupe de rock américain originaire de Bethesda dans le Maryland.

## Biographie
Nathan Means, Philip Manley et Sebastian Thomson fondent Trans Am au début des années 1990 près de Washington, à Bethesda dans le Maryland.
Le trio écrit ses premiers morceaux et commence à se produire en concert durant l’été 1993. Il enregistre son premier disque en 1995 au studio Idful de Chicago avec John McEntire (Tortoise, Red Krayola, Gastr del Sol…). Il est publié, comme tous les suivants sur le label Thrill Jockey. En Allemagne c'est licencié sur City Slang (Berlin).
Le son de Trans Am se caractérise par une utilisation systématique de vocodeurs sur les morceaux chantés, de nombreux synthétiseurs et une partition de batterie technique, liée à leur culture punk hardcore.
À la sortie de leur album Futureworld en 1999, le site Pitchfork écrit que « Quelque part dans un monde fantastique, sur les verts pâturages de la carte mère en silicone, dans des clubs en forme de puces RAM et de transistors, Trans Am est le seul groupe de rock à avoir de l'âme, de la précision, de la lèche, de l'élégance, de l'ambiance, de la bonne humeur et de la beauté. »

## Discographie

### Albums
- Trans Am - CD/LP (Thrill Jockey, 1996)
- Surrender to the Night - CD/LP (Thrill Jockey, 1997)
- The Surveillance - CD/LP (Thrill Jockey, 1998)
- Futureworld - CD/LP (Thrill Jockey, 1999)
- Red Line - CD/2xLP (Thrill Jockey, 2000)
- TA - CD/LP (Thrill Jockey, 2002)
- Liberation - CD/LP (Thrill Jockey, 2004)
- Sex Change (Thrill Jockey, 2007)
- Thing (Thrill Jockey, 2010)
- Volume X (Thrill Jockey, 2014)
- California Hotel (Thrill Jockey, 2017)

### EPs, singles
- Trans Am - 7" (avec Thigh Mastersson) (S.K.A.M., 1996)
- Tuba Frenzy - 12" (avec Wingtip Sloat) (1996)
- Illegal Ass - 12" (Happy Go Lucky, 1996)
- Who Do We Think You Are? - Australian Tour CD EP (Spunk!, 1999)
- You Can Always Get What You Want - compilation CD (Thrill Jockey, 2000)
- Extremixxx - CD EP (remixes) (Thrill Jockey, 2002)

### Albums lives
- What Day Is It Tonight? - Trans Am Live 1993-2008 - 2xLP + DVD limité à 1500 copies (Thrill Jockey, 2009)